# 格林威治大學 (巴基斯坦)
格林威治大學（英語：Greenwich University）是一所位於巴基斯坦卡拉奇的私立大學，已獲得巴基斯坦高等教育委員會認可。

## 外部連結
- 官方网站

24°47′16″N 67°02′54″E / 24.7877907°N 67.0483606°E